# Ковчег (альманах)
«Ковчег» — российский ежегодный литературно-музыкальный альманах журнала Приокские зори, издающийся в Туле с 2011 года.

## История
Альманах «Ковчег» был основан в сентябре 2011 года. Редакционный совет состоит из семи человек: главного редактора, заведующих отделами прозы, поэзии, литературоведения и публицистики и трех членов редколлегии — все из Тулы, Калининграда и Щекино.

«…Альманах (…) посвящён „Православию в наших душах“, потому, видно, и открывается вступительной статьей ученого, богослова и литературоведа М. М. Дунаева, в которой рассматриваются роль и значение Православия в русской литературе XVII—XX веков. Оттуда, по словам автора, идет „признание совести мерилом всех жизненных ценностей“. Статья задает тон содержанию альманаха, подтверждение чему читатель найдет в произведениях авторов. Ну, к примеру, у патриарха русской поэзии Виктора Пахомова. В подборке его стихотворений — героизм и стойкость туляков, отстоявших родной город от нашествия гитлеровских полчищ, сочувствие людским страданиям (…) а в стихах В. Савостьянова — боль за милую сердцу природу, будь то дерево или травинка, за малую родину и большую с её непарадной красотой (…) В разделе „Проза“ публикуются рассказы А. Яшина, Г. Маркина и других авторов, так же, как и поэты, затрагивающих нравственные и бытовые стороны жизни людей, разных по возрасту, профессиям и социальному положению. Они дополняют раздел поэзии с его зримой попыткой признания совести мерилом жизненных ценностей…» Алексей Корнеев

В «Ковчеге» семь разделов: «Духовная страница», «Поэзия», «Проза», «Публицистика», «Литературоведение, литературная критика, рецензии» и другие.

«…Данное издание вполне состоявшееся и зрелое, с каких бы позиций его ни рассматривать, даже с позиции композиционного построения материалов и художественного оформления видно, что делался он с любовью, с душой (…) Главным образом душа человека, его внутренний мир во взаимодействии с окружающим миром — вот главные объекты осмысления и исследования посредством литературных художественных средств — в центре внимания авторов этого (…) издания…» Людмила Алтунина, член Союза журналистов России

„Ковчег“ — это удивительный мир, объединяющий творческих людей по духу». Елена Гаденова, член Союза российских писателей

Первоначально альманах «Ковчег», как областной, ориентировался на авторов Тулы и Тульской области. Однако вскоре он приобрел статус всероссийского и международного издания. Среди постоянных авторов альманаха — литераторы России из Москвы, Тулы, Самары, Тольятти, Серпухова, Алексина, Донского, Щекино, Волгоградской области, а также Болгарии и Республики Мозамбик.
Учредителем альманаха является журнал «Приокские зори». Альманах издаётся при всесторонней поддержке главного редактора журнала, известного русского писателя и ученого Алексея Афанасьевича Яшина.

## Авторы
Имена авторов, сотрудничающих с «Ковчегом» все годы издания, приведены в порядке первых публикаций в альманахе.
Валерий Ходулин, Валерий Савостьянов, Виктория Ткач, Татьяна Леонова, Яков Шафран , Елена Гаденова, Ольга Бугримова, Геннадий Мир, Светлана Люкшина, Эдуард Георгиевский, Евгений Залесский, Мария Михайлова, Галина Лялина, Любовь Самойленко, Игорь Боронин, Сергей Никулов, Вячеслав Алтунин, Надежда Первухина, Наталия Силаева, Михаил Тулуевский, Елизавета Баранова, Олеся Маматкулова, Михаил Дунаев, Людмила Алтунина, Геннадий Маркин, Виктор Пахомов, Марк Дубинский, Олег Пантюхин, Виктор Иванов, Сергей Резвяков, Владимир Гудков, Татьяна Шелепина, Алексей Яшин, Сергей Одиноков, Владимир Пашутин, Нина Попова, Ольга Пономарева-Шаховская, Елена Семенова, Сергей Лебедев, Валерий Демидов, Ваня Георгиева-Ангелова, Елена Соколова, Валерий Маслов, Рудольф Артамонов, Игорь Карлов, Сергей Крестьянкин, Татьяна Рогожина, Андрей Можаев, Марина Баланюк, Людмила Пенькова, Ольга Борисова , Валерий Виноградов , Ольга Евсюкова, Марина Каргинская, Наталья Квасникова, Галина Клинкова, Игорь Мельников , Сергей Овчинников , Сергей Норильский, Тамара Булевич , Владимир Трусов, Семен Краснов, Анна Барсова, Иннокентий Медведев , Ольга Василенко Красни , Семен Гонсалес , Валентина Пинаевская , Екатерина Каюрова , Валентина Белевская , Сергей Редков , Кирилл Прудкий, Элина Иванова, Валентина Динесюк, Ирина Кедрова , Александр Кобзев , Евгений Скоблов, Вячеслав Михайлов, Ирина Никольская, Рагим Мусаев , Нина Гейдэ , Ольга Андреева и многие другие.

## Редакционный совет
| Яков Шафран — главный редактор и составитель Алексей Яшин — от "Приокских зорь" Валерий Ходулин Сергей Крестьянкин — зав. отделом прозы Людмила Алтунина — зав. отделом публицистики и литературоведения Валерий Демидов — зав. отделом поэзии Владимир Резцов Геннадий Маркин 1. 2. 3. 4. 5. 6. 7. 8. 9. 10. 11. 12. 13. 14. 15. 16. 17. 18. 19. 20. 21. 22. 23. 24. 25. 26. 27. 28. 29. 30. 31. 32. 33. 34. 35. 36. 37. 38. 39. 40. 41. 42. 43. 44. 45. 46. 47. 48. 49. 50. 51. - Л. Алтунина. "Вполне народный альманах Ковчег" (2013). - Елена Гаденова. Новое слово «Ковчега» (2011). - Альманах «Ковчег» (2011). - Виталий Леонардов. "За туманом... (об альманахе «Ковчег») (2015). - В. Леонардов. За туманом. Об альманахе «Ковчег» (2015). - С. Лебедев. Заметки читателя (2015). - Сергей Лебедев. Заметки читателя (2015). |